# Vivi (Gigi D'Alessio)
Vivi è un singolo del cantautore italiano Gigi D'Alessio, pubblicato il 10 ottobre 2014.
Il brano è tratto dall'album live Ora dal vivo, uscito il 14 ottobre 2014.